# Doris Booth
Doris Regina Booth (1 de octubre de 1895 - 4 de noviembre de 1970) fue una enfermera y minera de oro australiana. Fue la primera mujer miembro del Consejo Legislativo de Papúa y Nueva Guinea.

## Biografía
Booth nació, hija de Henry Wilde y Minna Gerler, en el sur de Brisbane en 1895.  Después de su educación escolar, comenzó a trabajar en el Hospital General de Brisbane como enfermera en prácticas. Dejó su trabajo después de casarse con Charles Booth el 14 de mayo de 1919. La pareja vivió en Mitchell durante un año, después del cual se mudaron al Territorio de Nueva Guinea cuando su marido fue nombrado gerente de una plantación cerca de Kokopo.
En 1924, Booth y su marido se mudaron a Bulolo para buscar oro. Después de conseguir un contrato de arrendamiento, Booth lo administró mientras su esposo comenzó a explorar en Edie Creek. En septiembre de 1926, después de una epidemia de disentería, fundó un hospital rural y lo dirigió hasta enero de 1927; esto la llevó a ser nombrada OBE en los Honores de Cumpleaños de 1929. Entre 1927 y 1929 Booth regresó a vivir a Australia para recuperarse de la malaria, publicando un libro sobre sus experiencias bajo el título Mountain Gold and Cannibals.  Luego regresó a Nueva Guinea y dejó a su marido en 1932; los dos se divorciaron en 1934.
Después de un período exitoso dirigiendo una mina, Booth regresó a Brisbane nuevamente en 1938 y trabajó para la Asociación Mothercraft. Posteriormente regresó a Nueva Guinea y fue designada miembro del nuevo Consejo Legislativo de Papua y Nueva Guinea en 1951, siendo su única integrante mujer hasta 1957.
En 1960, Booth regresó a Australia y trabajó como voluntaria para el Servicio de Enfermería Metodista Azul. Murió en el St Andrews War Memorial Hospital en 1970.